# Stará Vráž
Stará Vráž je vesnice, část obce Vráž v okrese Písek v Jihočeském kraji. Je zde evidováno 89 adres. V roce 2011 zde trvale žilo 215 obyvatel.
Stará Vráž leží v katastrálním území Vráž u Písku o výměře 7,38 km².

## Historie
První písemná zmínka o vesnici pochází z roku 1323.

## Obyvatelstvo
| Rok            | 1869 | 1880 | 1890 | 1900 | 1910 | 1921 | 1930 | 1950 | 1961 | 1970 | 1980 | 1991 | 2001 | 2011 | 2021 |
| -------------- | ---- | ---- | ---- | ---- | ---- | ---- | ---- | ---- | ---- | ---- | ---- | ---- | ---- | ---- | ---- |
| Počet obyvatel | 263  | 270  | 283  | 255  | 234  | 263  | 209  | 283  | 251  | 245  | 242  | 244  | 217  | 215  | 223  |
| Počet domů     | 21   | 24   | 28   | 30   | 29   | 34   | 35   | 41   | 83   | 50   | 54   | 55   | 67   | 84   | 87   |

## Pamětihodnosti
- Kaple z roku 1877 na návsi v části Stará Vráž je zasvěcená svatému Václavu.[9]
- Před kaplí se nachází kamenný kříž, který nese dataci 1877.
- Na kapli je umístěna pamětní deska na počest padlým v první světové válce.

## Galerie

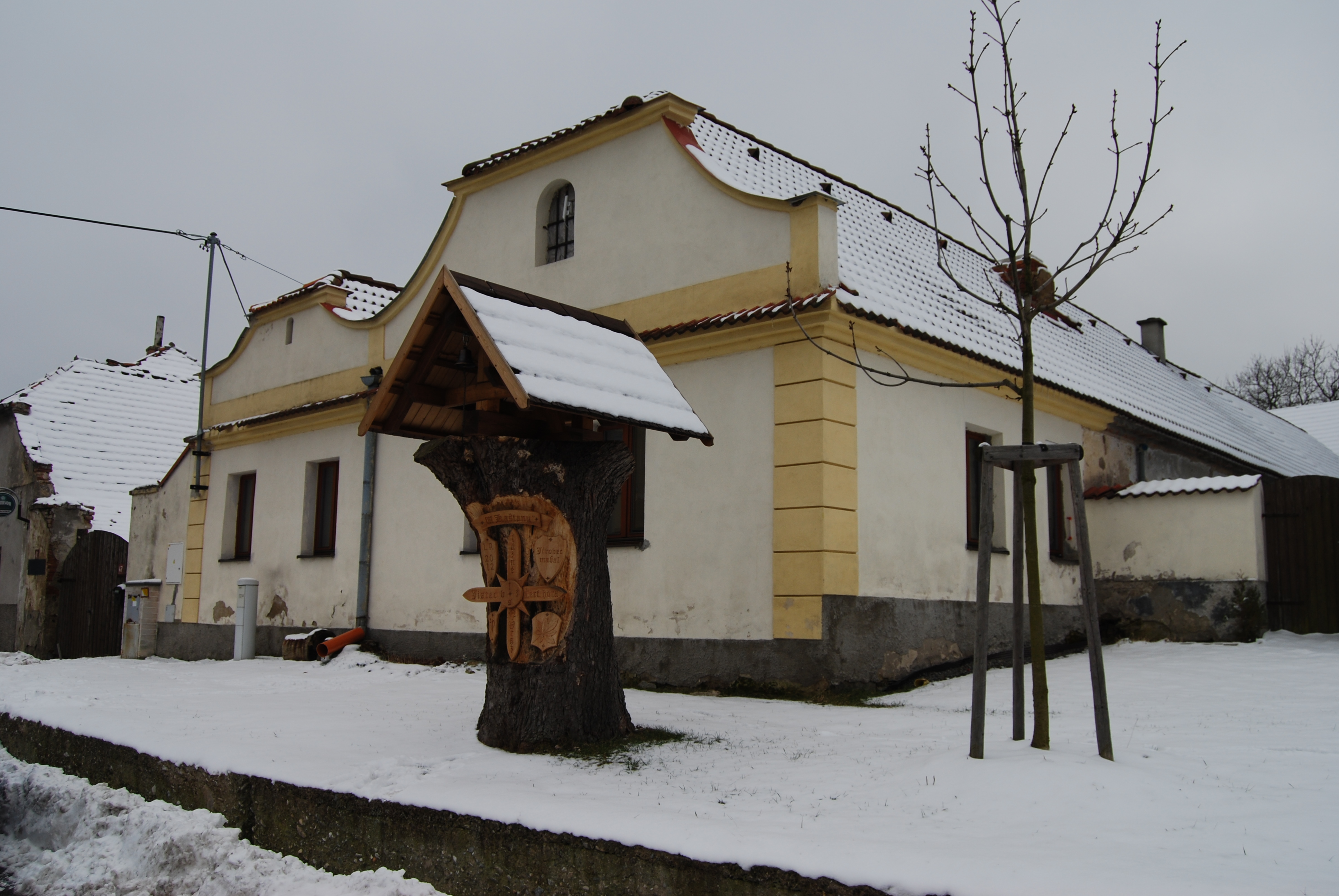
Dům ve vesnici
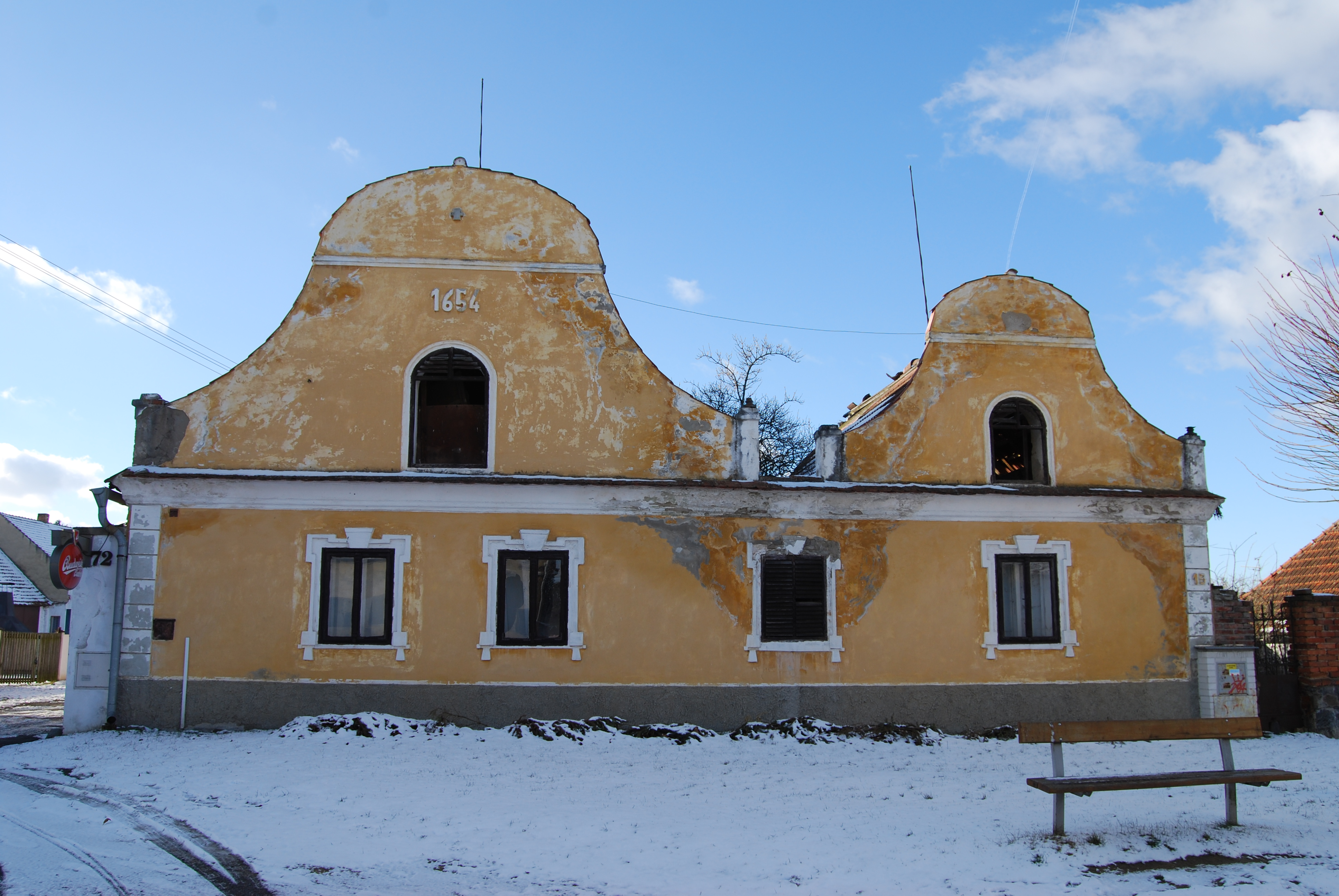
Usedlost ve vsi
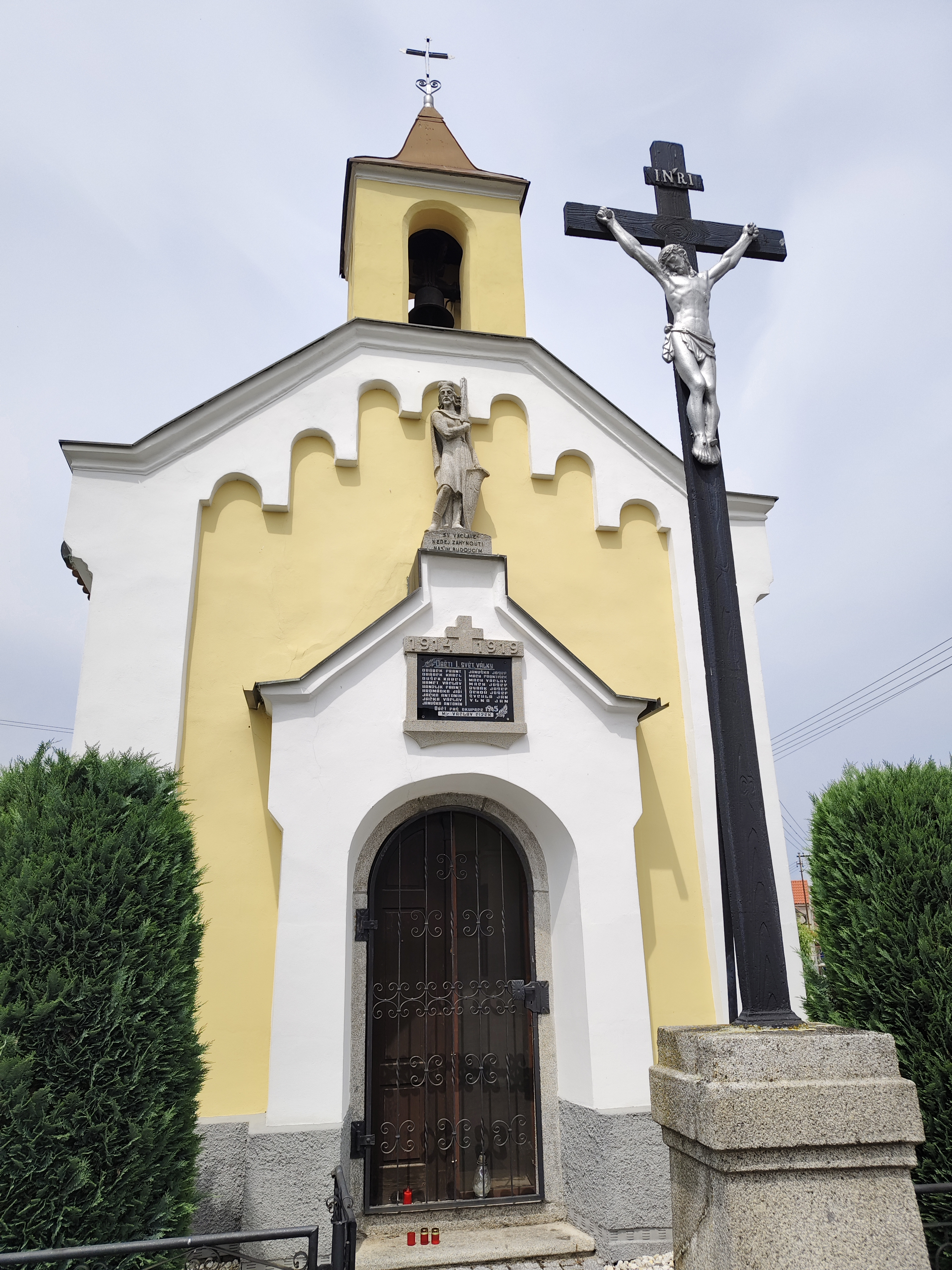
Kaplička svatého Václava na návsi
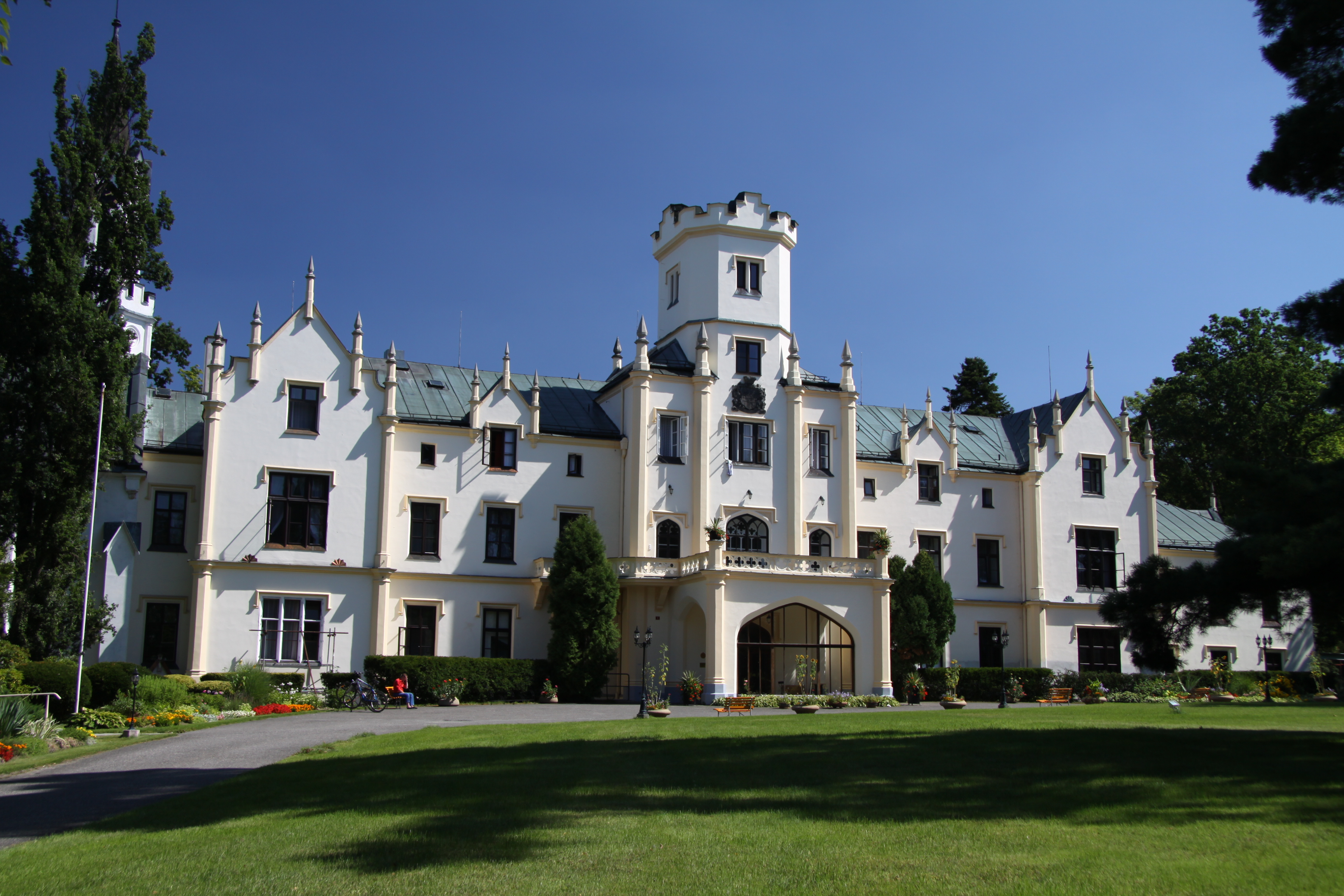
Sanatorium a lázně (hlavní budova č. 1)
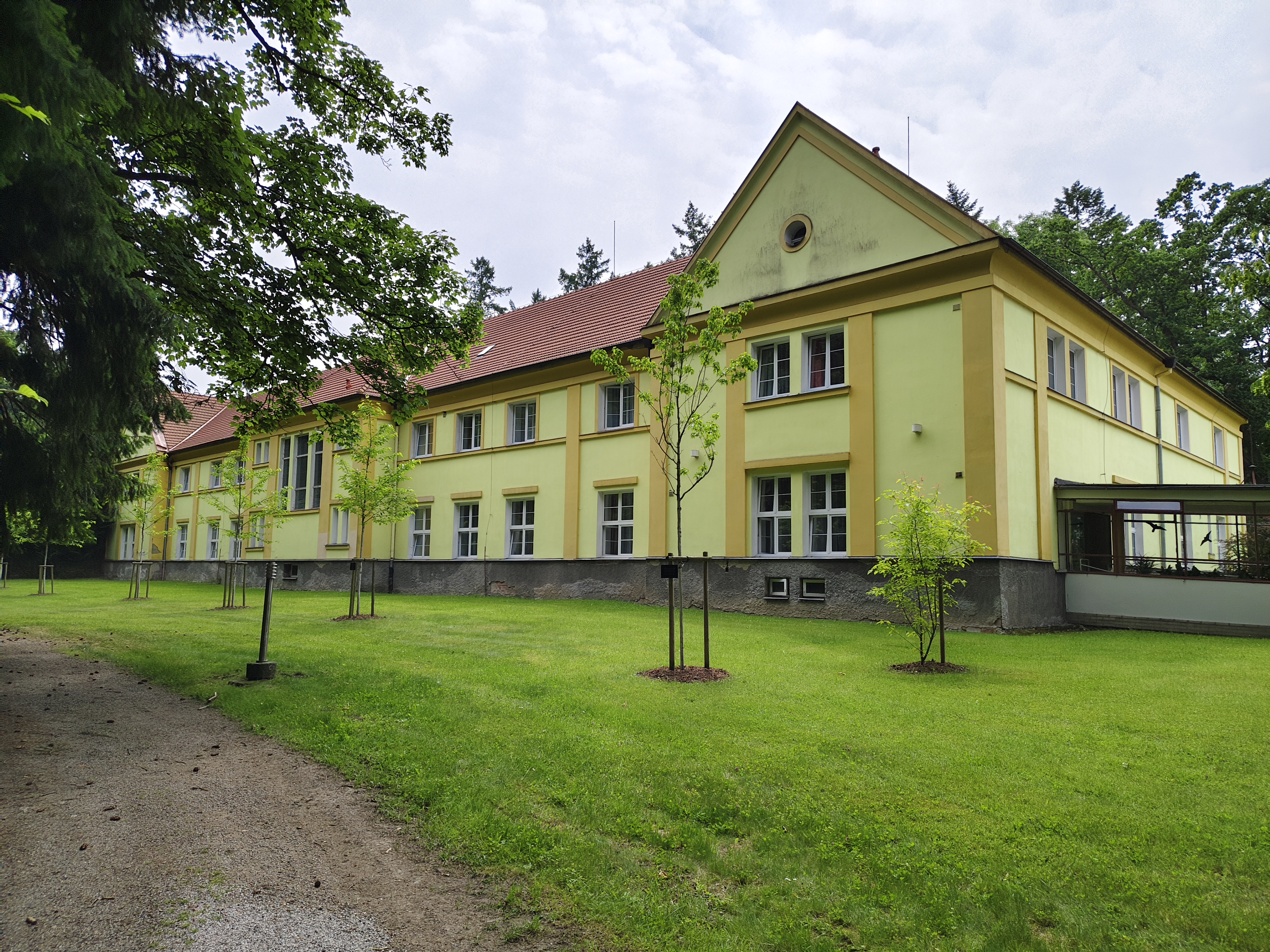
Sanatorium a lázně (budova č. 58)